# Carrie Preston
Carrie Preston (Macon, 21 giugno 1967) è un'attrice e regista statunitense, che lavora in campo teatrale, cinematografico e televisivo.

## Biografia
Nata in Georgia, figlia di un'artista/terapeuta e di un ingegnere geotecnico. Dopo aver frequentato il College of Charleston si laurea in Belle Arti all'Università di Evansville e successivamente si perfeziona alla prestigiosa Juilliard School.
Sposata con l'attore Michael Emerson, i due hanno spesso lavorato insieme incrociando i propri progetti lavorativi, hanno recitato assieme nei film Straight-Jacket (2004) e Ready? OK! (2008), mentre nel 2007 la Preston ha partecipato ad un episodio di Lost, dove interpretava Emily Linus, la madre di Benjamin Linus, il personaggio interpretato dal marito; ha partecipato anche ad alcuni episodi di Person of Interest, interpretando la compagna di Harold Finch (personaggio interpretato dal marito).
Come attrice cinematografica, ha ottenuto primi ruoli in film come Il matrimonio del mio migliore amico, In ricchezza e in povertà e Codice Mercury, successivamente ha lavorato in film come La leggenda di Bagger Vance e La donna perfetta. Ha lavorato due volte al fianco di Felicity Huffman, interpretando sua sorella, in Transamerica e in un episodio di Desperate Housewives.
Nel 2007 lavora in Niente velo per Jasira, mentre nel 2008 recita in due film importanti, Vicky Cristina Barcelona e Il dubbio; sempre nello stesso anno recita nella serie televisiva True Blood, nel ruolo secondario della cameriera Arlene Fowler.
È co-proprietaria di una casa di produzione indipendente chiamata Daisy 3 Pictures. Nel 2005 ha debuttato come regista con il film 29th and Gay, di cui ha curato molti aspetti, dalla produzione fino al montaggio. Nel 2012 presenta al Sundance Film Festival il suo secondo lungometraggio da regista, That's What She Said.
Nel 2013 ha vinto il Premio Emmy per la miglior guest star in una serie drammatica per la sua interpretazione dell'avvocatessa Elsbeth Tascioni nella serie The Good Wife; ha interpretato la parte per sedici episodi della serie tra il 2010 e il 2016 (ottenendo una seconda candidatura all'Emmy nel 2014), tornando poi ad interpretare Elsbeth anche nello spin-off The Good Fight. Nel 2024 interpreta nuovamente il ruolo nell'omonima serie televisiva incentrata sul personaggio.

## Filmografia parziale

### Attrice

#### Cinema
- Just a Friend, regia di Peter Neil Nason (1985)
- Norville and Trudy, regia di Dianah Wynter (1997)
- The Journey, regia di Harish Saluja (1997)
- Il matrimonio del mio migliore amico (My Best Friend's Wedding), regia di P. J. Hogan (1997)
- In ricchezza e in povertà (For Richer or Poorer), regia di Brian Spycer (1997)
- Codice Mercury (Mercury Rising), regia di Harold Becker (1998)
- Guinevere, regia di Audrey Wells (1999)
- Il prezzo della libertà (Cradle Will Rock), regia di Tim Robbins (1999)
- La donna perfetta (The Stepford Wives), regia di Frank Oz (2004)
- Transamerica, regia di Duncan Tucker (2005)
- Niente velo per Jasira (Towelhead / Nothing is Private), regia di Alan Ball (2007)
- Vicky Cristina Barcelona, regia di Woody Allen (2008)
- Il dubbio (Doubt), regia di John Patrick Shanley (2008)
- Duplicity, regia di Tony Gilroy (2009)
- What's Wrong with Virginia, regia di Dustin Lance Black (2010)
- A Bag of Hammers, regia di Brian Crano (2011)
- Ruth & Alex - L'amore cerca casa (5 Flights Up), regia di Richard Loncraine (2017)
- Fino all'osso (To the Bone), regia di Marti Noxon (2017)
- And Then I Go, regia di Vincent Grashaw (2017)
- They/Them, regia di John Logan (2022)
- The Holdovers - Lezioni di vita (The Holdovers), regia di Alexander Payne (2023)

#### Televisione
- Cutty Whitman, regia di Robert Singer (1996) – film TV
- Union Square – serie TV, episodio 1x05 (1997)
- Five Houses, regia di Todd Holland (1997) – film TV
- Significant Others – serie TV, episodio 1x05 (1998)
- Grace & Glorie, regia di Arthur Allan Seidelman – film TV (1998)
- Spin City – serie TV, episodio 3x22 (1999)
- Sex and the City – serie TV, episodio 2x07 (1999)
- Law & Order: Criminal Intent – serie TV, episodio 4x07 (2004)
- Lost – serie TV, episodio 3x20 (2007)
- Desperate Housewives – serie TV, episodio 4x07 (2007)
- True Blood – serie TV, 80 episodi (2008-2014)
- The Good Wife – serie TV, 14 episodi (2010-2016)
- Person of Interest – serie TV, 8 episodi (2012-2016) - Grace Hendricks
- HAPPYish – serie TV, 10 episodi (2015)
- Grace and Frankie – serie TV, episodio 2x09 (2016)
- The Following – serie TV, 3 episodi (2014)
- Crowded – serie TV, 13 episodi (2016)
- When We Rise – miniserie TV, 2 puntate (2017)
- The Good Fight – serie TV, 4 episodi (2017-2018)
- Claws – serie TV (2017)
- RuPaul's Drag Race – reality show, episodio 10x05 (2018)
- Dr. Death – serie TV, 8 episodi (2021-in corso)
- Elsbeth – serie TV, 30 episodi (2024-in corso)

### Regista
- 29th and Gay (2005)
- Feet of Clay (2007) – Cortometraggio
- That's What She Said (2012)

## Doppiatrici italiane
Nelle versioni in italiano dei suoi lavori, Carrie Preston è stata doppiata da:
- Francesca Fiorentini in The Good Wife, The Good Fight, Dr. Death , The Holdovers - Lezioni di vita, Elsbeth
- Tiziana Avarista ne Il matrimonio del mio migliore amico, When We Rise, Claws
- Antonella Rinaldi in Codice Mercury, Niente velo per Jasira
- Anna Cugini in True Blood, Fino all'osso
- Roberta Pellini in Ruth & Alex - L'amore cerca casa
- Antonella Rendina in Sex and the City
- Cristiana Rossi in Law & Order - Criminal Intent (ep. 2x22)
- Patrizia Burul in Private Practice
- Maddalena Vadacca in HAPPYish
- Monica Ward in Transamerica
- Claudia Razzi in The Following
- Giò Giò Rapattoni in Crowded
- Giuppy Izzo in Duplicity
- Emanuela Baroni in Desperate Housewives - I segreti di Wisteria Lane
- Michela Alborghetti in Person of Interest